# Rudolf Raimann
Rudolf Raimann (Veszprém, 7 maggio 1861 – Vienna, 26 settembre 1913) è stato un compositore ungherese.

## Biografia
Per molti anni lavorò come compositore e direttore musicale del principe Esterházy. Compose 15 opere e operette per la corte, di cui Enoch Arden, considerata la sua opera migliore

## Opere principali
- Enoch Arden, 1894
- Das Waschermädel, 1905
- Paula macht alles, 1909
- Die Frau Gretl, 1911
- Unser Stammhalter, 1912